# Out Beyond the Kingdom Of
Out Beyond the Kingdom Of, alternativ Discipline 99 (Out Beyond the Kingdom Of), ist ein Jazzalbum von Sun Ra and his Outer Space Arkestra. Die am 10. Juni 1974 am Hunter College in New York City entstandenen Aufnahmen erschienen 1974 auf El Saturn Records. Am 2. April 2018 wurden die Aufnahmen in einer restaurierten Form auf Enterplanetary Koncepts wiederveröffentlicht.

## Hintergrund
Out Beyond the Kingdom Of (Discipline 99) entstand in der Zeit weiterer Alben wie Concert for the Comet Kohoutek, Of Abstract Dreams und The Antique Blacks, sowie der Saturn-Single „I’m Gonna Unmask the Batman“. Das Arkestra spielte am 10. Juni 1974 insgesamt zweimal am Hunter College; weiteres mitgeschnittenes Material blieb unveröffentlicht.
Ausgewählte Titel wurden noch im selben Jahr auf LP (Saturn 61674) veröffentlicht; das Album durchlief mehrere Pressungen mit unterschiedlichen Titeln und verschiedenfarbigen Etiketten, mindestens noch 1980. Wie bei vielen gepressten Saturn-LPs aus den 1970er- und 1980er-Jahren ist die Gesamtauflage unbekannt, aber vermutlich beläuft sie sich auf Hunderte, jedoch nicht auf Tausende Exemplare, schrieb Irwin Chusid; denn Originalexemplare sind selten. Einige Exemplare von Discipline 99 hatten ein generisches „Akropolis“-Cover, andere waren handverziert oder mit aufgeklebter Kunst versehen. Das Cover der digitalen Neuausgabe, gescannt von einer LP-Hülle in der Sammlung von Gilbert Hsiao, zeigt eine der besten Illustrationen, die aus der Reihe dieser individuell gestalteten Saturn-Veröffentlichungen ausgewählt wurden. Der Künstler ist unbekannt; diese Illustration zierte die Hüllen anderer Saturn-Veröffentlichungen aus dieser Zeit, aber auf diesem speziellen Cover stand oben links handschriftlich „Discipline 99“.
Fakten sowie Mutmaßungen über diesen Mitschnitt wurden Irwin Chusid zufolge in dem diskographischen Werk The Earthly Recordings of Sun Ra von Robert L. Campbell und Christopher Trent dargelegt. Zum Zeitpunkt der ersten Ausgabe dieser Diskographie war ein 95-minütiges Tonband, das aus dem Publikum heraus mitgeschnitten wurde, bekannt geworden, das den größten Teil des ersten Sets und einen Teil des zweiten Sets (das Ende des Sets, wie sich herausstellte) enthielt. Als das Buch von Campbell/Trent im Jahr 2000 aktualisiert wurde, lag noch ein zweites Publikumsband vor (aufgenommen von einem anderen Konzertbesucher), das 105 Minuten des Konzerts enthielt. Aus diesen beiden Bändern konnten Campbell und Trent zwei wahrscheinliche (aber nicht schlüssige) Set-Listen für den Verlauf des Konzerts zusammenstellen, einschließlich den Titeln, die in der Saturn-Veröffentlichung von 1974 weggelassen worden waren.
„Solar Ship“, von dem Campbell/Trent glauben, dass es das zweite Set eröffnet hatte, enthält einen nicht identifizierten Conferencier, der die Band als „Brother Sun Ra and the Space Orchestra“ ankündigt. Diese Einleitung ist jedoch auf keinem der beiden Bänder enthalten; es erscheint nur auf der Saturn-LP, unerklärlicher Weise sequenziert als Track 4, dem letzten Track auf Seite A. Für die digitale Ausgabe eröffnet „Solar Ship“ das Album, wo die Einführung eines Moderators hingehört, schrieb Irwin Chusid. Doch Chusid schließt nicht aus, dass dieses Intro von einem anderen Konzert stammt; bei Sun Ras Vorliebe für Verwirrspiele sei alles denkbar.
In The Earthly Recordings of Sun Ra heißt es nach Chusid: „Das zweite, längere Band gibt einen Hinweis darauf, dass ‚Cosmos Synthesis‘ auf der Saturn-Veröffentlichung [von 1974] bearbeitet wurde; [die Soli von] Kwame Hadi, Pat Patrick, Ra am Piano und Ronnie Boykins sowie die letzte Ensemble-[Passage] wurden gestrichen, wahrscheinlich weil Hadi während seines Solos nicht am Mikrofon war. [Wir] identifizierten den Baritonsaxophon-Solisten bei dieser Nummer als Charles Davis, aber die E-Bass-Linie auf „Angels and Demons“ würde auf Pat Patrick hinweisen. Ein lang gestrichenes Bass-Solo auf „Discipline 27“ ist das Werk von Ronnie Boykins, und Danny Ray Thompson ist auf dem Neptunian Libflecto [einem präparierten Fagott] bei „The Shadow World“ zu hören. Ein zweiter [unbekannter] Schlagzeuger (der auf dem Instrumentenkoffer trommelt) ist auf ‚Angels and Demons‘ zu hören.“ Diese letzteren Titel waren nicht auf dem Album enthalten.
Die digitale Neuausgabe des Albums basiert auf der Restaurierung von einer Saturn-LP aus der Sammlung von Gilbert Hsiao, übertragen von Michael D. Anderson vom Sun Ra Music Archive. Die digitale Restaurierung besorgte Irwin Chusid.

## Titelliste
- Sun Ra: Out Beyond the Kingdom Of (Discipline 99) (Saturn 61674; Enterplanetary Koncepts)[6]

1. Solar Ship (Intro) 1:48
2. Discipline 99 12:19
3. How Am I to Know? (Dorothy Parker, Jack King) 6:01
4. Keep Your Sunny Side Up (Buddy DeSylva, Lew Brown, Ray Henderson) 3:20
5. Out Beyond the Kingdom Of 4:30
6. Cosmos Synthesis 5:37
7. Outer Space Employment Agency 4:25
8. Journey to Saturn/Rocket #9/The Second Stop is Jupiter 10:21

Wenn nicht anders vermerkt, stammen die Kompositionen von Sun Ra.

## Rezeption
Generell sei die Klangqualität mittelmäßig, aber für Sun Ra waren klangliche Mängel immer zweitrangig gegenüber der künstlerischen Absicht, schrieb Irwin Chusid in den Liner Notes der Neuausgabe. Ein genaues Hinhören werde einige sehr kunstvolle Darbietungen auf Discipline 99 offenbaren, besonders von Sun Ra und John Gilmore. Das Stück „Discipline 99“ (die Komposition gehöre in die Serie der kryptisch nummerierten „Discipline“-Kompositionen) beginne als Klagelied, gehe aber nach ein paar Minuten Ensemblespiel in eine schöne und unvorhersehbare siebenminütige Solo-Klavier-Odyssee über. Mitte der 1970er Jahre habe Ra häufiger mit einem Arsenal elektronischer Keyboards gespielt, doch habe er das Klavier nie aufgegeben, und während dieser Zeit waren Tracks mit Klavier über viele Aufnahmeprojekte (live und im Studio) verstreut.
Der Standard „How Am I To Know“ (mit dem Text von Dorothy Parker) beginne mit einer ausgedehnten Solo-Klavierpassage, nach der Gilmore mit einer gefühlvollen Tenor-Serenade einsetze, schrieb Chusid weiter. Da Schlagzeug und Bass aufgrund der spontanen Mikrofonplatzierung kaum hörbar seien, würde sich die Aufnahme im Wesentlichen als Duett darstellen. Zu den weiteren Höhepunkten gehöre „Out Beyond the Kingdom Of“, ebenfalls auf der „Discipline“-Vorlage basierend, wobei June Tyson Sun Ras Deklamationen über das Ende der Welt vor 3.000 Jahren zur besonderen Betonung wiederholt. Die zweite (nach Sun Ra) deklarative männliche Stimme auf „Outer Space Employment Agency“ und „Journey to Saturn“ gehöre dem Blechbläser Akh Tal Ebah, mit Antworten von einer lebhaften June Tyson (die auf diesen Aufnahmen leider nicht gut mikrofoniert sei).
The Virgin Encyclopedia of Jazz von Colin Larkin zeichnete das Album mit drei Sternen aus.